# 马一鸣
马一鸣（1989年7月26日—），是中国足球运动员，主要司职前卫，目前效力于上海浦东中邦。
马一鸣的父亲是著名主教练马良行。2005年5月19日，时任上海中邦主教练的马良行在中超杯中派遣马一鸣出场迎战上海申花，当时马一鸣尚未满16岁。三天后的5月22日，马一鸣又在对阵四川冠城的中超联赛中替补出场，创下了迄今未被打破的中国足球顶级职业联赛中最年轻出场球员的纪录。